# ひぐらしのなく頃に 猿回し編
ひぐらしのなく頃に 猿回し編（ひぐらしのなくころに さるまわしへん）は、アニメイトTVで、隔週配信されていたインターネットラジオの番組である。2007年8月3日、『ひぐらしのなく頃に 皿回し編』にリニューアルされた。2008年1月23日には『ひぐらしのなく頃に 皿回し編』も終了しており、現在、『ひぐらしのなく頃に 皆回し編』が配信されている。

## パーソナリティ
- 中原麻衣（竜宮レナ役）
- 雪野五月（園崎魅音役）

## 配信の概要
- 配信期間：2007年2月1日～2007年8月2日
- 配信日時：隔週配信（毎週）

## 番組のコーナー
- 雛見沢通信
- ザ・部活!
- かけらさがし